# Корвацький Роман Ігорович
Роман Ігорович Корвацький (1980—2023) — старший лейтенант збройних сил України, учасник російсько-української війни.

## Життєпис
Народився 10 серпня 1980 року. 
У 2015 році брав участь у відбитті російської агресії на сході України.
З початком повномасштабного вторгнення повторно долучився до лав української армії.
У лавах ЗСУ був старшим лейтенантом,  командиром взводу протитанкових ракетних комплексів.
Загинув 2 серпня 2023 року у Харківській області.

## Нагороди та вшанування
- Орден Богдана Хмельницького III ступеня[1].
- Залізний Хрест Заслуги[2].
- Почесний громадянин Калуської територіальної громади.
- У Калуському ліцеї №10 відкрито меморіальну дошку пам'яті полеглого Романа Корвацького[3].